# Zarós
Zarós är en ort i Grekland.   Den ligger i prefekturen Nomós Irakleíou och regionen Kreta, i den sydöstra delen av landet, 300 km söder om huvudstaden Aten. Zarós ligger 334 meter över havet och antalet invånare är 2 205.
Terrängen runt Zarós är kuperad söderut, men norrut är den bergig.Runt Zarós är det ganska glesbefolkat, med 40 invånare per kvadratkilometer. Närmaste större samhälle är Moíres, 9,2 km söder om Zarós. Trakten runt Zarós består till största delen av jordbruksmark.